# Boštjan Ratković
Boštjan Ratković, slovenski nogometaš, * 3. januar 1971.
Ratković je nekdanji profesionalni nogometaš, ki je igral na položaju branilca. Celotno kariero je igral za slovenske klube Maribor, Muro, Rudar Velenje, Korotan Prevalje in Pohorje. Skupno je v prvi slovenski ligi odigral 209 tekem in dosegel tri gole, v drugi slovenski ligi pa 12 tekem. Z Mariborom je osvojil slovenski pokal v letih 1992 in 1994.